# 대한민국의 의과대학
대한민국의 의과대학(大韓民國─ 醫科大學)은 6년제 학부 체제와 4년제 전문대학원 체제로 양분되어 있다. 

## 현황
한국의 의과대학 및 의학전문대학원의 수는 2024년 기준으로 총 40개이며, 매년 졸업생의 수는 약 5,000명이다.  한편, 한국 의사 면허자 수가 2013년 10만 9,563명인 것으로 집계됐다.  약사 면허자 수는 2013년 6만 3,292명이었다.  간호사 면허자 수는 2013년 30만 7,797명을 기록했다. 치과 의사 면허자 수는 2013년 2만 7,409명을 기록했으며, 한의사 면허자 수는 2만 1,355명이 등록돼 있는 것으로 조사됐다.

## 대한민국의 의과대학 목록
대한민국에는 40개의 의과대학이 있으며, 그 중 의학전문대학원은 차의과학대학교가 유일하다.
지역은 지역번호순, 대학교는 가나다순으로 정렬.
| 지역           | 설립 유형 | 설립 년도 | 대학교                  | 의전원 유지 여부 | 입학정원 |
| -------------- | --------- | --------- | ----------------------- | ---------------- | -------- |
| 서울특별시     | 사립      | 1954년    | 가톨릭대학교            | 폐지             | 93명     |
| 서울특별시     | 사립      | 1965년    | 경희대학교              | 폐지             | 110명    |
| 서울특별시     | 사립      | 1928년    | 고려대학교              | 폐지             | 106명    |
| 서울특별시     | 국립      | 1899년    | 서울대학교              | 폐지             | 135명    |
| 서울특별시     | 사립      | 1886년    | 연세대학교              | 폐지             | 110명    |
| 서울특별시     | 사립      | 1945년    | 이화여자대학교          | 폐지             | 76명     |
| 서울특별시     | 사립      | 1971년    | 중앙대학교              | 폐지             | 86명     |
| 서울특별시     | 사립      | 1968년    | 한양대학교              | 폐지             | 110명    |
| 경기도         | 사립      | 1997년    | 성균관대학교            | 폐지             | 40명     |
| 경기도         | 사립      | 1988년    | 아주대학교              | 폐지             | 40명     |
| 경기도         | 사립      | 1997년    | 차의과학대학교          | 유지             | 40명     |
| 인천광역시     | 사립      | 1997년    | 가천대학교              | 폐지             | 40명     |
| 인천광역시     | 사립      | 1985년    | 인하대학교              | 폐지             | 49명     |
| 강원특별자치도 | 사립      | 1995년    | 가톨릭관동대학교        | 없음             | 49명     |
| 강원특별자치도 | 국립      | 1997년    | 강원대학교              | 2022년 이후 폐지 | 49명     |
| 강원특별자치도 | 사립      | 1977년    | 연세대학교 미래캠퍼스   | 없음             | 93명     |
| 강원특별자치도 | 사립      | 1982년    | 한림대학교              | 없음             | 76명     |
| 충청남도       | 사립      | 1988년    | 단국대학교              | 없음             | 40명     |
| 충청남도       | 사립      | 1978년    | 순천향대학교            | 없음             | 93명     |
| 대전광역시     | 사립      | 1995년    | 건양대학교              | 없음             | 49명     |
| 대전광역시     | 사립      | 1997년    | 을지대학교              | 없음             | 40명     |
| 대전광역시     | 국립      | 1968년    | 충남대학교              | 폐지             | 110명    |
| 충청북도       | 사립      | 1986년    | 건국대학교 글로컬캠퍼스 | 2024년 이후 폐지 | 40명     |
| 충청북도       | 국립      | 1987년    | 충북대학교              | 폐지             | 49명     |
| 부산광역시     | 사립      | 1980년    | 고신대학교              | 없음             | 76명     |
| 부산광역시     | 사립      | 1984년    | 동아대학교              | 폐지             | 49명     |
| 부산광역시     | 국립      | 1953년    | 부산대학교              | 폐지             | 125명    |
| 울산광역시     | 사립      | 1987년    | 울산대학교              | 없음             | 40명     |
| 대구광역시     | 국립      | 1923년    | 경북대학교              | 폐지             | 110명    |
| 대구광역시     | 사립      | 1979년    | 계명대학교              | 없음             | 76명     |
| 대구광역시     | 사립      | 1991년    | 대구가톨릭대학교        | 없음             | 40명     |
| 대구광역시     | 사립      | 1979년    | 영남대학교              | 폐지             | 76명     |
| 경상북도       | 사립      | 1985년    | 동국대학교 경주캠퍼스   | 폐지             | 49명     |
| 경상남도       | 국립      | 1980년    | 경상국립대학교          | 폐지             | 76명     |
| 경상남도       | 사립      | 1979년    | 인제대학교              | 없음             | 93명     |
| 광주광역시     | 국립      | 1944년    | 전남대학교              | 폐지             | 125명    |
| 광주광역시     | 사립      | 1966년    | 조선대학교              | 폐지             | 125명    |
| 전북특별자치도 | 사립      | 1981년    | 원광대학교              | 없음             | 93명     |
| 전북특별자치도 | 국립      | 1970년    | 전북대학교              | 폐지             | 142명    |
| 제주특별자치도 | 국립      | 1998년    | 제주대학교              | 폐지             | 40명     |

## 의학전문대학원 정책
의학전문대학원은 의사를 기술사가 아닌 교양과 도덕성을 갖춘 인술사로 양성하기 위한 교육 시스템을 구축하며 의과대학 입시 과열 양상을 완화하여  기초 학문 분야를 보호하고 다양한 학문적 배경을 가진 높은 수준의 전문 의사를 양성한다는 취지로 도입되었다. 생명. 의과학자(M.D.-Ph.D.), 법의학자(M.D.-J.D.), 의료경영자(M.D.-MBA) 양성 과정에 해당하는 다양한 복합 학위 과정 개설 등 선진화된 교육 훈련 시스템을 도입하여 면학열 저하 현상 시정 및 의학 교육에 다양하고 폭 넓은 교육 과정 도입을 유도할 취지이다.
그러나, 자연계열 학생들이 의학전문대학원으로 유출되면서 이공계 기피 현상이 나타나며, 의학전문대학원의 등록금이 기존의 의과대학 학부의 등록금에 비해 두 배나 되면서 의학 교육의 공공성이 저하되는 문제도 있다. 현재 병행 대학의 경우 의과대학, 의학전문대학원생이 같은 교육 과정을 밝고 있으나 다른 입학과정, 다른 등록금, 다른 학위를 받는 기형적인 형태로 운영되고 있다. 지방에 위치한 대학에서 의대, 의학전문대학원 신입생을 뽑을 때 일정 비율을 자기 지역 출신 고교생으로 채우는 해당 지역 출신을 우대하기도 한다. 현재와 같은 고학력 사회에서 의사와 같은 전문인력을 진정한 의미에서의 고등교육자로 양성할 필요가 있다.
한국의 법제상 의사 면허를 취득하려면 의과대학 학부 혹은 의학전문대학원을 졸업해야 하며, 졸업 후 의사 국가 고시(KMLE)에 합격해야 한다.
2015년~ 2017년 사이에 대부분의 의학전문대학원(석사 과정)은 다시 의과대학(학사 과정)으로 회귀하였고, 차의과학대학교를 제외한 모든 대학교에서 의과대학 체제로의 복귀를 선언하였다.
| - 교육 기간 단축에 따른 교육비 절감 - 우수 학생 확보가 비교적 용이 - 비교적 공정한 입학 기회 | - 극심한 입시 과열 현상을 해소 - 기초 학문 분야를 보호 - 다양한 배경을 가진 의료 인력의 배출로 사회 통합에 기여 - 대학교 학부생의 학업 의욕 고취에 긍정적 영향 - 비싼 학비로 입학 기회 제한 |

## 사건/사고

### 서남대 의과대학 부실교육 논란
1995년 서남대학교 의과대학 설립인가 받고 부속병원을 마련하기 위해 옛 광주적십자병원을 인수해 서남대학교병원으로 출범시켰다. 그러나 서남학원 이사장 이홍하의 사학비리와 부속병원중 하나인 남광병원의 낮은 병상가동률, 한국의학교육평가원의 인증거부로 높은 자퇴율을 기록했다.
2012~13년에 서남대학교 의과대학이 부실하다는 이유로 교육과학기술부에서 서남대 의과대학 폐쇄 결정을 내린바가 있지만 계속 신입생을 모집하여 혼란을 일으키고 있다. 이후 서남대학교는 정부로부터 경영 부실 대학으로 지정되어 재정 정상화를 위해 인수 우선 협상 대상자를 모집하여 예수병원, 명지병원, 부영그룹, 중원대학교 등이 인수전에 뛰어들어 명지병원이 선정되었으나 재정 기여금 마련 방안을 찾지 못하면서 무산되었다.
마땅한 인수 협상 대상자를 찾지 못하자 다음으로 삼육대, 서울시립대, 온종합병원, 서남대의 구 재단이 인수전에 나서 삼육대와 서울시립대가 우선 협상 대상자로 선정되었으나, 교육의 질적 개선과 서남대 설립자의 횡령액 변제를 요구했지만 적극적이지 않았고, 의대 인수에만 초점을 두었다며 교육부는 서남대의 인수를 수용하지 않았다. 이로써 사실상 서남대와 서남대 의대는 폐교 수순을 밟게 되었으며, 서남대 의대의 정원을 어떻게 배정할지에 대한 논의가 진행되었다. 그 결과 2018학년도부터 서남대학교는 의예과 신입생을 모집하지 않으며, 기존 재학생들은 전북대학교와 원광대학교로 배정 편입되었다.

### 의과대학 입학정원 조정 논란
우리나라 의과대학은 1945년 8.15 광복이후 남한지역 기준으로 국립 서울대학교 의과대학을 포함해서 6개 밖에 없었다. 그러다가, 경제개발 5개년 계획으로 한국경제가 고도성장하면서 의과대학 입학정원이 빠른 속도로 늘어났다. 1998년 제주대학교 의과대학이 개교이후 더이상의 의과대학 신규신설이 없었다.
2002년 8월8일 2007년 이후에는 인구 10만명당 활동의사수가 경제협력개발기구(OECD)국가(150명)나 미국(145∼150명)의 적정의사수를 초과,불가피하게 정원을 축소하게 됐다.  2006학년도부터 의대 학사편입학을 전격 폐지했다. 그 이후로 2006년도부터 입학정원 3,058명으로 계속 유지해왔다.
2020년 코로나19 여파로 의료인력 부족해지자, 문재인 정부는 2022학년도부터 10년간 한시적으로 의과대학 학부 신입생을 매년 400명씩, 모두 4천 명을 더 늘리기로 발표했다. 그러다가 의료계에서는 집단행동의 일환으로서, 의협은 전국의사총진료거부를, 대전협은 전공의 총진료거부로 대표되는 '젊은의사단체행동'을, 의대협은 의사 국가시험 응시 거부와 동맹 휴학을 주도하였다. 결국 정부는 9월 4일 의대 입학정원 확대를 철회했다.
2023년 10월 윤석열 정부에서 의과대학 정원 폭을 대폭 늘릴 것이라는 예고를 하며 이 발표는 대통령이 직접 할 것이라는 대통령실 입장을 냈다. 2024년 2월 6일 내년 대학입시부터 의과대학 입학 정원을 최대 2천명으로 증원하기로 발표했다.

## 같이 보기
- 의과대학
- 대한민국의 의학전문대학원